# Casas de los Pinos
Casas de los Pinos é um município da Espanha, na província de Cuenca, comunidade autônoma de Castela-Mancha. Tem 68,21 km² de área e em 2021 tinha 417 habitantes (densidade: 6,1 hab./km²). Limita com os municípios de Casas de Fernando Alonso, Casas de Haro, Minaya, San Clemente e Villarrobledo.